# Concerto grosso
Een concerto grosso (Italiaans voor "groot orkest"; meervoud concerti grossi) is een compositie voor een orkest, stammend uit de 17e en 18e eeuw, waarin gewoonlijk een groep van solo-instrumenten een prominent aandeel heeft. De solistengroep werd concertino genoemd en de rest van het orkest tutti of  tutto (of allen),  de ripieno. 
Een concerto grosso is zowel de aanduiding van een ensemblegrootte als een musiceer- en componeervorm die zijn ontstaan vond in de barokmuziek. De naam 'concerto grosso' ging geleidelijk ook over op de compositievorm voor deze 'concerterende' ensembles (in het Italiaans: 'in stile concertato').
De concerti grossi van met name Arcangelo Corelli en Georg Friedrich Händel gelden als klassieke voorbeelden van deze muziekvorm. Ook vele componisten in de 20e eeuw schreven concerti grossi.

## Achtergronden
De term 'concerto' kan (naast de gebruikte betekenis van 'concertare', wedijveren) ook een andere achtergrond hebben, namelijk de afstamming van het Latijnse 'consérere', ofwel 'samenvoegen'. In een concerto als compositievorm werd dan ook getracht een vorm te scheppen waarin een of meer instrumentalisten of zangstemmen tegengesteld zijn aan de overige instrumentale groepen (het orkest), maar daarbinnen toch konden worden samengevoegd. Dit maakt het ontstaan van het latere soloconcert en het concerto grosso als compositievorm duidelijk.
De geschiedenis van het concerto ligt in Italië waar het werd overgenomen uit de vocale praktijk (bijvoorbeeld de dubbelkorige muziek). In de eerste vormen van concerto stonden vaak aanvankelijk gelijkwaardige groepen tegenover elkaar. Zo ziet men bij de sonate Pian e forte voor blazers van Giovanni Gabrieli uit 1597 dit contrastmiddel effectief ingezet. Nadien ontwikkelde zich deze vorm tot het concerto grosso, enerzijds door verkleining van een van de twee groepen, anderzijds doordat de meer bedreven spelers zich vaak in een van de groepen verzamelden, zodat er twee ongelijkwaardige groepen ontstonden: het 'concertino' tegenover het 'ripieno' (het overige orkest). Tezamen vormde dit dan een 'tutto' (een geheel orkest).
Het 'concerto grosso' (de grote groep) stond daarbij vaak letterlijk tegenover het 'concertino' (de kleine groep). Dit concertino omvatte doorgaans enkel de solisten, aangevuld met een kleine instrumentale bezetting (een 'continuo'). In composities die voor 'concerto grosso' werden geschreven vindt men dan ook vaak afwisseling tussen de gehele spelende bezetting van een relatief grote groep instrumentalisten, en de meer solerende passages van het 'concertino'. Door deze vorm kon naast contrast in grootte ook dynamisch contrast ontstaan.
De compositievorm 'concerto grosso' die afgeleid is van deze ensemblevorm, bestaat uit meestal uit vier delen in de volgorde langzaam-snel-langzaam-snel, vaak voor strijkers, bijvoorbeeld bij Corelli. Uit dit concerto grosso ontwikkelde zich de latere sinfonia concertante (zoals sinds Mozart, waar de kleine groep niet meer zozeer tegenover het grote geheel staat maar er in opgenomen wordt) en het soloconcert (bijvoorbeeld bij Vivaldi, Alessandro Marcello, Torelli, Bach en Händel), dat doorgaans uit drie delen bestaat: een snel, langzaam en snel deel. Deze vorm groeide op zijn beurt uit tot de virtuoze concerten voor een solo-instrument met orkestbegeleiding. Daarbij kwam de nadruk steeds meer te liggen op de technische en artistieke vaardigheid van de solist en kreeg het orkest steeds meer een dienende rol kreeg. De driedelige vorm zette ook door in de klassieke sonatevorm: een snel in hoofdvorm geschreven eerste deel, een langzaam cantabile deel, en een snelle finale.

## Componisten van concerti grossi tussen 1700 en 1760
- Evaristo Felice dall'Abaco
- Charles Avison
- Francesco Barsanti
- Francesco Antonio Bonporti
- Pietro Castrucci
- Willem de Fesch
- Francesco Geminiani
- Baldassare Galuppi
- Johann Gottlieb Graun
- Giovanni Lorenzo Gregori
- Georg Friedrich Händel
- William Hayes
- Pieter Hellendaal
- Johann Philipp Krieger
- Leonardo Leo
- Pietro Locatelli
- Francesco Manfredini
- Benedetto Marcello
- Michele Mascitti
- Giovanni Mossi
- Georg Muffat
- Johann Christoph Pepusch
- Giovanni Battista Sammartini
- Giuseppe Sammartini
- Alessandro Scarlatti
- Georg Philipp Telemann
- Giuseppe Torelli
- Unico Wilhelm van Wassenaer
- Sylvius Leopold Weiss
- Robert Valentine
- Giuseppe Valentini
- Antonio Vivaldi
- Johan Helmich Roman

## Componisten van concerti grossi uit de 20e eeuw
- Jean-Louis Agobet
- William Alwyn
- Svitlana Azarova
- Ernest Bloch
- Eibhlis Farrell
- Byron Fidetzis
- Pelle Gudmundsen-Holmgreen
- Bengt Hambraeus
- Paul Hindemith
- Hans Kockelmans
- Miklós Maros
- Bohuslav Martinů
- Ernst Hermann Meyer
- Jan De Maeyer
- Julián Orbón
- Krzysztof Penderecki
- Jean Perrin (componist)

- Kaljo Raid
- Max Reger
- Silvestre Revueltas
- Jan van der Roost
- Alfred Schnittke
- Lepo Sumera
- Eino Tamberg
- Ralph Vaughan Williams
- Malcolm Williamson
- Ellen Taaffe Zwilich
- Gregorio Zanon